# Cellere
Cellere é uma comuna italiana da região do Lácio, província de Viterbo, com cerca de 1.301 (Cens. 2001) habitantes. Estende-se por uma área de 37,16 km², tendo uma densidade populacional de 35,01 hab/km². Faz fronteira com Arlena di Castro, Canino, Ischia di Castro, Piansano, Tessennano, Valentano.

## Demografia
| Variação demográfica do município entre 1861 e 2011                               |
|                                                                                   |
| Fonte: Istituto Nazionale di Statistica (ISTAT) - Elaboração gráfica da Wikipedia |